# Jacqueline Pusey
Jacqueline Pusey (Jamaica, 14 de agosto de 1959) es una atleta jamaicana, especializada en la prueba de 4 x 100 m en la que llegó a ser medallista de bronce mundial en 1983.

## Carrera deportiva
En el Mundial de Helsinki 1983 ganó la medalla de bronce en los relevos 4 x 100 metros, con un tiempo de 42.73 segundos, tras Alemania del Este y Reino Unido, siendo sus compañeras de equipo: Leleith Hodges, Juliet Cuthbert y Merlene Ottey.